# Bivacco Marco Crippa
Il bivacco Marco Crippa è un bivacco situato in val Veny a 3.850 m s.l.m.

## Storia
È stato costruito nel 1980.

## Caratteristiche ed informazioni
Situato in prossimità del Pic Eccles poco sotto il bivacco Giuseppe Lampugnani, viene anch'esso nominato come "bivacco Eccles". È realizzato in legno e lamiera ed intitolato all'alpinista Marco Crippa; dotato di coperte e materassini, non dispone di acqua corrente.

## Accessi
L'accesso avviene in circa 5 ore dal rifugio Monzino con percorso alpinistico. Dal rifugio si tratta di salire il ghiacciaio del Brouillard e di passare per il  colle del Fréney.